# Rurouni Kenshin
Samurai X ou Rurouni Kenshin -Meiji Kenkaku Romantan- (るろうに剣心 -明治剣客浪漫譚-, Kenshin, o Andarilho: Crônicas de um Espadachim da Era Meiji) é uma série de mangá criada pelo artista Nobuhiro Watsuki e posteriormente adaptada em anime. A série, ambientada nos primeiros anos da Era Meiji no Japão, conta a história de Kenshin Himura um pacífico espadachim que prometeu nunca mais matar. Entretanto, seu passado como retalhador a serviço da Ishin Shishi fará o jovem Himura brandir novamente sua espada contra velhos e novos inimigos.
O mangá foi publicado originalmente na revista japonesa Weekly Shōnen Jump. O trabalho completo rendeu 28 volumes encadernados. No Brasil, começou a ser publicado em maio de 2001 pela Editora JBC em 56 volumes (cada um sendo metade do original tankōbon), mantendo o formato de leitura japonesa. De início mensal, a partir da edição 5 o mangá passou a ser quinzenal até sua conclusão em novembro de 2003. O capítulo especial A Sakabatou de Yahiko foi lançado pela mesma editora em 10 de julho de 2004, durante um evento Anime Friends. A editora também lançou em novembro de 2004, o Kenshin Kaden, uma enciclopédia da série. Em novembro de 2012, a Editora JBC após diversos pedidos de fãs, voltou a publicar o mangá, agora intitulado Rurouni Kenshin: Crônicas da Era Meiji.
Também em 2012, foi lançado o filme em live-action intitulado Rurouni Kenshin: O Filme, produzido pela Warner Bros. do Japão. No Brasil, esse filme recebeu o mesmo título que o filme em animação que foi lançado pelo Cartoon Network uma década antes. No Brasil, o filme não saiu nos cinemas, sendo lançado diretamente em DVD e Blu-ray. O filme live-action ganhou duas continuações em 2014, chamadas "Samurai X: O Inferno de Quioto" e "Samurai X: O Fim de uma Lenda". Em 2021, a Netflix lançou no mesmo ano os dois últimos filmes, chamados "Samurai X: O Final" e "Samurai X: A Origem". Em 19 de dezembro de 2021, no evento Jump Festa '22, foi anunciado que uma nova adaptação para série de televisão do mangá Rurouni Kenshin seria animada pela Liden Films. A série estreou em 7 de julho de 2023, na Fuji TV.

## Enredo
Durante 10 anos Kenshin vagou pelo Japão até encontrar abrigo no Dojo Kamiya, onde a jovem Kaoru Kamiya lecionava kendo no estilo Kamiya Kashin (Espada para a Vida). A errante caminhada do jovem ronin tinha um propósito: A expiação pelas inúmeras mortes que causara durante o Bakumatsu (fim do bakufu/shogunato) quando era um hitokiri (assassino retalhador) a serviço da Ishin Shishi (monarquistas que desejavam a restauração do governo para as mãos do imperador) do feudo de Choushuu. Nessa época, Kenshin ficou conhecido como "Hitokiri Battousai" (人斬り抜刀斎 - Battousai, o retalhador) por sua grande habilidade com o Battoujutsu. Mesmo com a vitória dos monarquistas que culminou na derrubada do Xogunato Tokugawa, dando origem a Era Meiji, Kenshin, arrependido pelas inúmeras vidas que tirou, decide nunca mais matar. Mesmo terminando sua longa jornada, o ex-hitokiri terá de brandir novamente sua Sakabatō (espada de gume invertido) para enfrentar novos e velhos inimigos.
Entre as classes de guerreiros do Japão feudal, Kenshin ficaria melhor definido como um ronin ou "rurouni" que segundo Watsuki, significa "andarilho" (a palavra "rurouni" não existe propriamente em japonês; na verdade é um trocadilho do autor com a palavra ronin), portanto o título da série poderia ser traduzido como "Kenshin, o andarilho".

## Mídias

### Mangá
A série apareceu pela primeira vez como um par de pequenas histórias publicadas de forma esporádica, ambas são intituladas Crônicas de um Espadachim da Era Meiji publicadas entre 1992 e 1993 na revista Weekly Shōnen Jump Special da editora Shueisha. Em 1994, Watsuki criou uma versão definitiva que foi publicada na Weekly Shōnen Jump e concluída em 1999, na qual a série de anime é baseada. O mangá consiste de 28 volumes encadernado (ou 28 tankōbon). Em 2000, foi lançado Yahiko no Sakabatō (A Sakabatou de Yahiko). Essa história, não inclusa na coleção de tankōbon, foi publicada apenas no Japão e no Brasil, e mesmo no país de origem permanece inédita como encadernação. No mangá a história de Kenshin é dividida em três grandes sagas: Tóquio, Kyoto, e Jinchuu (Justiça dos Homens). Das três apenas a Jinchuu não foi animada.
Foi anunciado em abril de 2011 pela revista Jump Square (publicação semanal da editora Shueisha) que está em produção uma nova série de anime para a obra, cujo primeiro capítulo foi lançado em 2 de maio de 2012, o mangá foi colocado em um hiato indefinido após a prisão de Watsuki em novembro de 2017 sob acusação de posse de pornografia infantil.

### Anime
- A série de TV, que se passa durante os primeiros anos da Era Meiji e mostrando o começo de um romance entre Kenshin Himura e Kaoru Kamiya. De um total de 95 episódios (mais um especial), a série em anime é dividida em três sagas, com os 27 primeiros episódios formando a saga de Tokyo, seguidos pela saga de Kyoto (ou de Shishio), que se estende do episódio 28 ao 62. Os episódios restantes (63-95) não são baseados no mangá original, sendo criação original do estúdio.
- Em 2006 foi lançado o episódio 96 ou complemento do 95, que consiste em uma faixa de três minutos, onde aparece Kenshin no jardim do dojo refletindo e Kaoro cochilando na varanda, depois vem uma segunda cena que se passa alguns anos depois, onde aparece Kenji (filho de Kenshin e Kaoru) brincando no jardim enquanto Kenshin e Kaoru (com a aparência mais madura) o observam sorrindo. Sendo essa faixa a última cena do anime e fim definitivo da história.
- Um filme (Rurouni Kenshin: Ishin Shishi e no Requiem), o qual mostra a história de Takimi Shigure.

#### Músicas
- Abertura
  1. "Sobakasu" (Sardas) por Judy & Mary (Episódios 1-38)
  2. "1/2" por Kawamoto Makoto (Versão 1 episódios 39-66, versão 2 episódios 67-78, versão 3 episódios 79-82)
  3. "Kimi ni Fureru Dake de" (Simplesmente Tocado por Você) por Curio (Episódios 83-95)
- Encerramento
  1. "Tactics" por The Yellow Monkey (Episódio 1-12)
  2. "Namida wa Shitteiru" (Eu Conheço Lágrimas) por Mayo Suzukaze (Episódios 13-27)
  3. "HEART OF SWORD ~ Yoake Mae" por T.M. Revolution (Episódios 28-38, 43-49, versão do Cartoon)
  4. "the Fourth Avenue Cafe" por L'Arc~en~Ciel (Episódios 39-42)
  5. "It's gonna rain!" por Bonnie Pink (Episódios 50-66)
  6. "1/3 no Junjō na Kanjō" (1/3 de Sentimentos Verdadeiros) por Siam Shade (Episódios 67-82)
  7. "Dame!" (Não!) por You Izumi (Episódios 83-95)

O tema de abertura de Rurouni Kenshin - O Filme (Ishin Shishi e no Requiem) é "Niji" interpretado por L'Arc~en~Ciel.

#### Exibição

##### No Brasil
Rurouni Kenshin veio para o Brasil no final de 1999, trazido de surpresa pela TV Globo, tendo exibido a série até meados de 2000. Porém uma série de problemas aconteceram durante a exibição pela emissora carioca. Várias cenas violentas foram cortadas devido à Classificação Indicativa, e os episódios referentes aos arcos do Jinputtai (15 e 16), Raijuuta (19 a 21), viagem de trem a Yokohama (22), pirata Shura (25 a 27) e na saga do Shishio os episódios 28 a 32, que compreendem a luta de Kenshin contra Saitou, a morte de Ookubo nas mãos de Soujirou e os episódios que antecedem a aparição de Makoto Shishio na série foram pulados, ficando inéditos até o Cartoon Network os exibir entre setembro e novembro de 2001. Além disso os episódios 38 a 40 foram editados como um único capítulo. Depois disso a saga de Shogo Amakusa foi exibida até o episódio 75, dessa forma sem ter seu final exibido, e os três últimos arcos de história ("Kaishuu Katsu", "Cavaleiros Negros" e "Feng Shui") permaneceram inéditos no Brasil até meados de 2002, quando foram exibidos pelo Cartoon Network.

##### Em Portugal
Rurouni Kenshin foi exibido em Portugal entre 1999 e 2000 pela TVI, dentro do programa Batatoon.

### Original Video Animation (OVA)
- Rurouni Kenshin: Tsuiokuhen, conta a história da infância e adolescência de Kenshin e também sua saga como retalhador.
- Rurouni Kenshin: Seisouhen, é a continuação do primeiro OVA. Conta o final da vida de Kenshin e o nascimento de seu filho até sua adolescência. O enredo dos OVAs foi escrito e dirigido por Kazuhiro Furuhashi.
- Rurouni Kenshin: Meiji Kenkaku Romantan - Shin Kyoto-hen, é um OVA de dois episódios que refez o arco de Kyoto da série, foi lançado no Japão de 2011 a 2012. A história se concentra em Makimashi Missao quando encontra Kenshin que está em busca de derrotar Shishio Makoto.

#### Diferenças do mangá para o anime e OVA
Assim como muitos outros animes, Rurouni Kenshin também apresenta consideráveis diferenças entre o mangá, o anime e o OVA. Alguns personagens tais como as garotas Ayame e Suzume foram criadas exclusivamente para a versão animada, e não existem no mangá nem no OVA.
Saga da Oniwabanshuu (edições 4 a 8, episódios 8-11)
- No anime Shikijou é o primeiro a lutar contra o grupo de Kenshin e ainda aparece fora do castelo de Kanryuu. Já no mangá a luta entre Shikijou e Sanosuke ocorre logo depois da luta entre Hannya e Kenshin e o embate se dá dentro da mansão de Kanryuu.
- No mangá quando Kenshin, Sanosuke e Yahiko vão até a mansão de Kanryuu salvar Megumi, Kaoru fica no Dojo. Já no anime Kaoru vai junto com seus amigos para a mansão de Kanryuu.
- O rosto deformado de Hannya é mostrado por inteiro no mangá, sem a máscara. Já no anime apenas uma parte da máscara de Hannya cai. Além disso no anime foi cortada a cena em que Aoshi foge da mansão de Kanryuu carregando as cabeças de seus amigos mortos.

Episódios Extras Criados (fillers pré-Shishio)
- Para impedir que o anime ultrapasse o mangá, foram criados alguns episódios extras inexistentes no mangá, tais como a história do lutador de sumô Toramaru (episódio 13), o médico charlatão Yojinbo (episódio 14), o grupo Jinputtai (episódios 15 e 16), da garota Marimo (episódio 17), a volta de Gohee e Kihee (episódio 18), a viagem de trem a Yokohama (episódio 22), dos assassinos que se diziam do Sekihoutai (episódio 23) e a da Pirata Shura (episódios 25 a 27).

Saga de Raijuuta (edições 9 a 11, episódios 19-21)
- A diferença do mangá para o anime na saga de Raijuuta é ainda maior. A começar pelo sobrenome do vilão. No mangá é Isurugi, enquanto que no anime é Sekido. O tema principal abordado no mangá nesse arco é a situação do kenjutsu durante os primeiros anos da Era Meiji, enquanto que no anime é a situação dos samurais na mesma época.
- No mangá Raijuuta objetiva unificar todos os estilos de Kenjutsu, e no anime conquistar o país, tal como Shishio. Mas, diferente de Shishio que tem todo um projeto modernizador para o país, Raijuuta almeja restaurar o velho domínio dos samurais.
- Já Youtarou no mangá é desde início discípulo de Raijuuta e seu pai está vivo, inclusive aparecendo na história. Já no anime é um garoto mimado que vive em uma mansão e que perdeu seu pai ainda pequeno.

Pós-Shishio
- Porém a maior de todas as diferenças foi no pós-Shishio. No mangá depois de Shishio ser derrotado, entra em cena Enishi Yukishiro e a Irmandade dos Seis, objetivando vingar-se de Kenshin por seus crimes do tempo em que era Battousai, o terrível retalhador. Curiosamente, Tomoe Yukishiro, um dos personagens da saga de Enishi, aparece em duas cenas do 6º encerramento do anime, 1/3 no Junjou na Kanjou.
- Já no anime veio a saga de Shogo Amakusa (episódios 67 a 76), seguida da saga de Kaishuu Katsu (episódios 79 a 82), a dos Cavaleiros Negros (episódios 83 a 88) e por fim a saga do Feng Shui (episódios 90 a 94), além dos episódios fillers 63 a 66, 77 (episódio do falso Battousai), 78 (episódio do pintor apaixonado por Kaoru) e 89 (episódio em que o pessoal do Aoiya visita o Dojo Kamiya), mais o episódio 95.
- Por muitos fãs da série as sagas pós-Shishio no anime são consideradas fracas, enquanto que a saga de Enishi (também chamada de Jinchuu ou "Justiça dos Homens") é considerada por muitos a melhor saga de toda a série.
- Tal diferenciação aconteceu porque, de acordo com a matéria da Revista Henshin número 35 sobre a saga Shogo Amakusa (páginas 10 e 11), ao término da saga de Shishio o anime alcançou o mangá. E os produtores, sem outra saída, criaram suas próprias histórias. No entanto, devido a baixa audiência dos episódios finais o anime acabou sendo cancelado sem que a última saga do mangá fosse animada. No entanto a saga de Enishi teve alguns trechos nas duas séries de OVA (Tsuiokuhen e Seisouhen). Watsuki ainda pretendia criar a saga de Hokkaido logo depois da saga de Enishi, porém desistiu disso e apenas a retomou em 2017.

OVA Seisouhen
- Na versão OVA, após a luta contra "Chapéu Negro" (Jin-E Udou), Kenshin fica com a fita de Kaoru acidentalmente, quando Kaoru a deixa cair no chão após ser surpreendida por Jin-E Udou. No anime e no mangá Kaoru a entrega a Kenshin enquanto eles tem uma conversa a beira do riacho.
- No OVA, o único a lutar contra Shishio na batalha final na arena é Kenshin, enquanto no anime muitos aliados se unem a Kenshin nessa hora (Saito, Aoshi, Sanosuke).
- No OVA, Quando Kaoru é raptada por Enishi, Kenshin vai sozinho a ilha para resgatá-la, sem contar com a ajuda de nenhum de seus outros aliados, o que não ocorre no mangá.
- A maior diferença do OVA para o mangá e anime é o desfecho da história. Tanto no mangá quanto no anime Kenshin se convence de que já se redimiu de seus crimes e que finalmente pode ser feliz junto de seus amigos. O mangá termina com um piquenique realizado após a volta de Kenshin de sua segunda viagem como andarilho, onde se encontram todos os protagonistas; O anime termina com a volta de Kenshin e Kaoru de uma viagem, onde são recebidos pelos seus amigos (Sano, Yahiko, Megumi etc.); No OVA, porém, Kenshin não consegue esquecer o passado e portanto não pode ser feliz ao lado de Kaoru, então volta a ser andarilho pois acha que ainda precisa ajudar as pessoas. Após algum tempo Kenshin volta finalmente para Kaoru, que descobre que o mesmo está doente. No fim trágico, os dois se reencontram, mas o espadachim morre nos braços de sua amada após pronunciar as seguintes palavras: "Eu voltei por você...". Final que desagradou muitos fãs, inclusive o autor original Nobuhiro Watsuki, apesar do OVA ter recebido boas críticas.
- Tais diferenças ocorreram pelo fato dos OVAs não terem sido escritos por Nobuhiro Watsuki. Além disso, ele ressaltou em entrevista que o verdadeiro final do andarilho dá-se no mangá, onde o mesmo vive em paz com todos e consigo mesmo.

### Filmes live-action
Em julho de 2010, o site tokyohive mencionou um boato de que Nobuhiro Watsuki iria realizar um filme live-action baseado no mangá de Rurouni Kenshin. E que Takeru Sato iria assumir o papel principal, interpretando "Kenshin Himura." Depois de um tempo, o rumor foi confirmado. Em 28 de junho, foi confirmado que o filme live-action (filme) Rurouni Kenshin - O Filme seria lançado em 2012, e de fato seria estrelado por Takeru Sato. Keishi Ōtomo (o diretor principal da "Ryomaden") dirigiu o filme, a empresa de produção foi a Warner Brothers.
Em 2014, foram lançadas duas sequencias: Rurouni Kenshin: Kyoto Inferno e Rurouni Kenshin: Densetsu no Saigo-hen.
O DVD Rurouni Kenshin - O Filme, conta com 3 áudios: Original Japonês, Dublado e Dublagem original do Anime, além da legenda.

### Jogos eletrônicos
Existem dois jogos sobre Rurouni Kenshin lançados para Playstation. O primeiro é Rurouni Kenshin: Ishin Gekitouhen,lançado em 29 de novembro de 1996. Já o segundo Rurouni Kenshin: Meiji Kenkaku Romantan: Juuyuushi Inbou Hen foi lançado em 18 de dezembro de 1997.
Rurouni Kenshin: Ishin Gekitouhen é um típico jogo de luta, Você assume o controle de vários personagens da série para lutar contra outros personagens. Tanto Kaoru quanto Saito são personagens secretos. Zanza (não confunda com Sanosuke) é meio que um personagem secreto você deve aperta o botão "select" em Sanosuke para usa-lo. Você irá progredindo por seis estágios até chegar na luta contra Shinomori Aoshi. O game se baseia no primeiro encontro entre Aoshi e seu grupo e Kenshin. Um dos pontos fortes do jogo são várias partes do anime
que são mostradas no decorrer da aventura.
Rurouni Kenshin: Meiji Kenkaku Romantan: Juuyuushi Inbou Hen é um RPG estrelando um personagem feminino e um masculino, Hijiri ou Hikaru. A história não tem conexão com o manga ou com o anime. Durante a história você irá recrutar vários personagens do anime incluindo Kenshin. Saito e Aoshi podem ser recrutados dependendo da sua escolha do personagem principal. Escolhendo Hijiri você poderá jogar com Saito e escolhendo Hikaru será Aoshi. Sua jornada com o grupo de Kenshin é para descobrir a verdade por trás do seu passado e derrotar uma grupo maligno.
A jogabilidade é uma versão mais complexa de Jokenpo (Pedra, Papel, Tesoura). Cada ataque pode ser bloqueado, contudo existem personagens "imbloqueáveis". No começo você poderá prever alguns movimentos do inimigo mas com o aumento de level você terá a capacidade de prever mais movimentos até chegar ao ponto de prever todos os movimentos daquela rodada.
As batalhas não são baseadas em grupo. Cada personagem no seu time lutará sozinho. Eles lutarão até que sejam derrotados ou substituídos por outro personagem. Outras lutas, normalmente contra "Chefes", são mano a mano. Cada personagem lutará com um "Chefe". As batalhas são animadas com movimentos únicos de cada personagem. Se um personagem derrotar o inimigo com um golpe especial será mostrada no final da batalha um pequeno vídeo deste movimento.
Kenshin, Kaoru, Sanosuke e Saitou também aparecem no jogo Jump Super Stars, para Nintendo DS, que reúne vários personagens marcantes na trajetória da revista Weekly Shōnen Jump. Dos quatro, somente Kaoru é um NPC (personagem não-controlável).
Em 2006, veio a ser lançado um novo jogo, desta vez para Playstation 2 com o nome de Rurouni Kenshin: Meiji Kenkaku Romantan:Enjou! Kyoto Rinne, baseado na saga de Kyoto. Este jogo foi o último trabalho do seiyū Hirotaka Suzuoki antes deste falecer devido ao câncer.
Um novo jogo em 2010 foi confirmado, com o nome de Rurouni Kenshin: Meiji Kenkaku Romantan: Saisen, em comemoração aos 15 anos da série. O título se revelou um game de luta, foi lançado para PSP e conta com personagens de toda a franquia.